# Stiphrosoma sabulosum
Stiphrosoma sabulosum is een vliegensoort uit de familie van de Anthomyzidae. De wetenschappelijke naam van de soort is voor het eerst geldig gepubliceerd in 1837 door Haliday.